# Costell (Male)
El costell de Male o pelderijn es troba al veïnat de Male a Sint-Kruis (avui fusionat amb Bruges) eregit per reemplaçar un costell de fusta entre 1750-1787. El 1996 va ser llistat com a monument. Es troba davant de l'antiga casa de la vila, del qual era el costell durant l'antic règim, quan Male tenia jurisdicció pròpia. El primer costell era un pal de roure coronat d'un rellotge de sol per poder mesura l'inici i la fi del castig. Generalment s'hi fixava el reu amb un cep de ferro a les hores de màxima afluència.
El primer esment escrit del costell data de l'acta de venda del 1558 quan el baró Joan Lopez Gallo va atènyer la senyoria de Male. Va erigir un pal de roble, mencionat en una acta del 1569. El rellotge de sol va ser realitzat per l'esculptor Pere Aerts. En un dibuix del 1712 sempre es veu aquest costell de fusta. L'actual costell de pedra data molt probablement del govern del baró Claesman (segle xviii) que el va erigir com símbol del seu poder en una època a la qual es començava a dicutir l'absolutisme senyorial. Va ser utilitzat unes quantes vegades en aquesta època.
Els escuts esculptats van ser esborrats, com de costum a la revolució francesa. El 1874 el govern de l'aleshores municipi de Sint-Kruis va desmuntar el monument. El 1897 arqueòlegs van convèncer-lo de reconstruir-lo, aquesta vegada a la cort de l'ajuntament. El 1950 se'l va apropar de Male, a la inauguració de la nova carretera rectificada de Bruges a Eeklo. El 1985 es va decidir tornar-lo al seu lloc històric.
El pal en forma d'obelisc fa uns 3,50 metres d'alçada total, fet de calcari blau. El perron de dos esglaons és un afegit modern de 1950. La columna de forma prismàtica triangulària de tres metres presumiblement es va erigir entre 1750 i 1787 i es coronada per un globus de pedra calcària. A cada costat hi a traces de l'escut de la senyoria de Male, mig esborrat.